# Actinote ozomene
Actinote ozomene är en fjärilsart som beskrevs av Jean Baptiste Godart 1819. Actinote ozomene ingår i släktet Actinote och familjen praktfjärilar. Inga underarter finns listade i Catalogue of Life.